# 2407 Haug
A 2407 Haug (ideiglenes jelöléssel 1973 DH) a Naprendszer kisbolygóövében található aszteroida. Luboš Kohoutek fedezte fel 1973. február 27-én.